# Pets.com
Pets.com fue una empresa estadounidense del auge puntocom, con sede en San Francisco, dedicada a la venta de productos para mascotas al por menor. Su sitio web se inauguró en noviembre de 1998 y cerró tan solo dos años después, en noviembre de 2000. La compañía alcanzó notoriedad gracias a una intensa campaña publicitaria que incluyó una aparición en el Desfile del Día de Acción de Gracias de Macy's en 1999 y un anuncio durante el Super Bowl de 2000. Su mascota promocional, una marioneta de calcetín, llegó a ser entrevistada por la revista People y apareció en el programa Good Morning America.
Pese al notable incremento en sus ventas impulsado por su alta visibilidad pública, la empresa no consiguió alcanzar la rentabilidad y terminó siendo reconocida como uno de los casos más emblemáticos del colapso de las puntocom en el año 2000. Desde 2001, su dominio web redirige automáticamente al portal de PetSmart.

## Historia
El 21 de noviembre de 1994, el empresario Greg McLemore, radicado en Pasadena, registró el dominio Pets.com.La página fue lanzada oficialmente en noviembre de 1998 como parte de una escisión de WebMagic,y en febrero de 1999 se constituyó formalmente como empresa.Greg McLemore y Eva Woodsmall fundaron Pets.com, pero fue adquirida a principios de ese mismo año por Julie Wainwright.Amazon.com participó en su primera ronda de financiación, adquiriendo inicialmente una participación del 54 %.En marzo de 1999, Amazon, junto a Hummer Winblad Venture Partners y Bowman Capital Management, invirtió 10,5 millones de dólares.Julie Wainwright, directora ejecutiva, describió la colaboración con Amazon como “una unión hecha en el cielo”.En octubre de 2000, la participación de Amazon había disminuido al 30 %.Gran parte del capital obtenido se destinó a infraestructura logística y a la adquisición, en junio de 2000, de su principal competidor, Petstore.com, por 10,6 millones de dólares.
La compañía lanzó una campaña publicitaria regional que abarcó múltiples medios, incluyendo televisión, radio, prensa escrita, publicidad exterior y su propia revista, cuyo primer número fue distribuido en noviembre de 1999 a un millón de dueños de mascotas en Estados Unidos.Inicialmente, la campaña se centró en cinco ciudades, expandiéndose a diez para la temporada navideña de ese mismo año. La mascota de Pets.com, un títere que se convirtió en el rostro de la marca, logró un alto nivel de reconocimiento.El diseño del sitio también fue muy bien recibido, ganando varios premios en la industria publicitaria. En enero de 2000, la empresa lanzó su primer comercial a nivel nacional durante el Super Bowl, a un costo de 1,2 millones de dólares,logrando el quinto lugar en el ranking Ad Meter de USA Today.Un mes después, en febrero de 2000, Pets.com salió a bolsa en el NASDAQ bajo el símbolo IPET, recaudando 82,5 millones de dólares.
Aunque logró construir una marca reconocida, Pets.com enfrentaba un mercado inciertoy no realizó estudios de mercado independientes antes de su lanzamiento.En su primer año fiscal, de febrero a septiembre de 1999, generó solo 619,000 dólares en ingresos, mientras que destinó 11,8 millones a publicidad.La empresa no tenía un plan de negocio sostenible, perdiendo dinero en casi todas las ventas, ya que vendía productos a un tercio del costo que pagaba para adquirirlos, incluso antes de considerar los gastos publicitarios.Para atraer clientes, ofrecía descuentos y envío gratuito, pero esto resultó insostenible debido a los altos costos de enviar artículos pesados como arena para gatos y alimentos enlatados, en un mercado con márgenes típicos de solo un 2% a 4%.Aunque esperaba que los clientes migraran a productos con márgenes más altos, esto no ocurrió, y en su segundo año fiscal, la compañía siguió vendiendo sus productos con un margen negativo de aproximadamente un 27%, lo que, a pesar del rápido crecimiento en las ventas, solo aceleró su colapso financiero.
En septiembre de 2000, Pets.com abrió un nuevo centro de atención al cliente en Greenwood, Indiana, y trasladó a gran parte de su equipo a esa localidad para reducir costos.En un intento por salvar la empresa, sus directivos buscaron activamente un comprador, pero rechazaron una oferta de PetSmart que era inferior al valor neto en efectivo de la compañía. El 7 de noviembre de 2000,Pets.com anunció que cesaría operaciones el 9 de noviembre a las 11 a. m. PST, despidiendo a 255 de sus 320 empleados.En su punto máximo, la compañía llegó a emplear a 320 personas, de las cuales 250 trabajaban en almacenes distribuidos por todo Estados Unidos. Al momento de su cierre, la empresa tenía unos 570,000 clientes registrados.Las acciones de Pets.com habían caído desde su precio de salida a bolsa de 11 dólares por acción en febrero de 2000 a 0,19 dólares el día del anuncio de su liquidación.Aunque se rechazó la oferta inicial de PetSmart, en diciembre de 2000, esta adquirió algunos activos de Pets.com, incluyendo dominios, marcas registradas y su subsidiaria Flying Fish Express.Desde 2025, el dominio Pets.com redirige al sitio web de PetSmart.com.
Julie Wainwright y otros nueve altos ejecutivos se quedaron para supervisar el proceso de liquidación de Pets.com, culminando con una reunión de accionistas el 16 de enero de 2001 para formalizar el cierre.Wainwright recibió una indemnización de $235,000, además de un pago de retención de $225,000 por supervisar las etapas finales del negocio.El 16 de enero de 2001, la empresa cambió oficialmente su nombre a IPET Holdings, Inc., y la liquidación se completó dos días después, el 18 de enero.

### Trabajo de caridad
A lo largo de su existencia, Pets.com colaboró con el Santuario de Animales Best Friends para crear una organización benéfica llamada "Pets.commitment", cuyo objetivo era financiar y apoyar refugios para animales, terapias asistidas con animales, programas de perros de servicio y otras iniciativas de bienestar animal. El lema de esta organización era "Personas ayudando a animales, animales ayudando a personas". Tras el cierre de su sitio web en noviembre de 2000, la empresa donó más de 21 toneladas de alimento para perros para apoyar a los mushers en el interior de Alaska en diciembre de ese mismo año.

## Títere de calcetín

El títere de calcetín de Pets.com

Pets.com contrató a la agencia TBWA\Chiat\Day en San Francisco para desarrollar su estrategia publicitaria. Esta agencia, conocida por crear el icónico chihuahua de Taco Bell, diseñó para Pets.com una marioneta de calcetín con forma de perro, equipada con un micrófono en una de sus patas.El personaje, interpretado por Michael Ian Black, exmiembro del programa de comedia surrealista The State de MTV, tenía ojos de botón, brazos móviles, un collar que simulaba un reloj y un micrófono de mano con el logo "pets.com".El títere hizo su debut en los comerciales de la empresa en agosto de 1999.
Con el crecimiento de su popularidad entre 1999 y 2000, el títere de calcetín de Pets.com alcanzó casi un estatus de culto y una presencia masiva en los medios. Apareció en programas de televisión como Good Morning America, Nightline de ABC y Live with Regis and Kathie Lee, y fue entrevistado en revistas como People Magazine, Time Magazine, Entertainment Weekly y Adweek. Incluso se le creó un "falloon" (globo gigante) de 11 metros para el Desfile del Día de Acción de Gracias de Macy's en 1999.Además, se lanzaron diversos productos de merchandising, incluyendo ropa, artículos promocionales y una versión comercial del propio títere, que comenzó a distribuirse el 13 de junio de 2000.Más de 10,000 unidades se vendieron en su primera semana, y a finales de julio de 2000, las ventas superaron las 35,000 unidades.El juguete de marioneta de calcetín de Pets.com estuvo disponible hasta el cierre del sitio web.El títere también tuvo su propia "autobiografía" titulada Me by Me, un coffee table book publicada en 2000, que recopilaba fotos y frases características del personaje.
Después de la liquidación de Pets.com, los derechos del famoso títere de calcetín fueron adquiridos en 2002 por 125,000 dólares a través de una empresa conjunta llamada Sock Puppet LLC, formada por Hakan and Associates y Bar None, Inc.Esta última, una compañía estadounidense especializada en préstamos para automóviles, relanzó al títere con un nuevo lema: "Todos merecen una segunda oportunidad", y en julio de 2002 comenzó a emitir nueve comerciales con el títere en su nueva campaña publicitaria.

### Demanda
A medida que Pets.com ganaba reconocimiento, atrajo la atención de los creadores de Triumph, el Perro Cómico Insultante. Representantes de Robert Smigel enviaron cartas de cese y desistimiento, afirmando que la marioneta de Pets.com se basaba en Triumph. En respuesta, Pets.com demandó a Smigel en un Tribunal de Distrito de los Estados Unidos en San Francisco en abril de 2000, reclamando 20 millones de dólares por difamación y calumnia comercial.
Wainwright respondió a la demanda diciendo que estaban sorprendidos, ya que "obviamente no hay conexión entre el títere de calcetín de Pets.com y Triumph". Por su parte, Ed the Sock, el títere canadiense que previamente había acusado a Smigel de inspirarse en su personaje para crear Triumph, también aprovechó el incidente para ganar publicidad.
El juez Charles R. Breyer desestimó la demanda en febrero de 2001.

## Legado
La intensa publicidad en torno al títere de Pets.com, junto con el colapso de la compañía, lo transformó en un símbolo destacado del auge y caída de las puntocom. Esto fue aprovechado por E-Trade en un anuncio del Super Bowl de 2001, que parodiaba un famoso anuncio de servicio público de 1971. En el comercial, un chimpancé recorre un paisaje de ruinas puntocom y se encuentra con un sitio llamado "eSocks.com" en demolición, deteniéndose con tristeza cuando un títere de calcetín abandonado cae a sus pies.
En junio de 2008, CNET incluyó a Pets.com entre los mayores fracasos de la era punto-com.
Chewy.com logró implementar con éxito el concepto de Pets.com, lo que llevó a algunos analistas a compararlas cuando Chewy salió a bolsa en 2019. Sin embargo, su fundador, Ryan Cohen, rechazó estas comparaciones, afirmando a Yahoo en ese mismo año: "Es una comparación completamente absurda. Realmente no tienen nada en común".